# Michael Gruber (écrivain)
Pour les articles homonymes, voir Michael Gruber.
Michael Gruber est un écrivain américain, auteur de thrillers, né à Brooklyn le 1er octobre 1940 .

## Biographie
Il aurait été le nègre littéraire d'une partie de l’œuvre de son cousin Robert K. Tanenbaum.

### SérieJimmy Paz
- Tropique de la nuit, [« Tropic of night »], trad. de Dominique Haas, Paris, Éditions France Loisirs, 2003, 633 p.  (ISBN 2-7441-6362-7)
- Les Rivages de la nuit, [« Valley of bones »], trad. de Dominique Haas, Paris, Éditions France Loisirs, 2006, 637 p.  (ISBN 2-7441-9424-7)
- La Nuit du jaguar, [« Night of the jaguar »], trad. de Dominique Haas et Denis Bouchain, Paris, Presses de la Cité, coll. « Sang d'encre », 2008, 441 p.  (ISBN 978-2-258-06879-7)[1]

### Autres ouvrages
- Le Fils de la sorcière, [« The witch's boy »], trad. de Frédérique Fraisse, Paris, Éditions Pocket, coll. « Pocket jeunesse. Littérature », 2006, 268 p.  (ISBN 2-266-14980-6)

- Le Livre de l'air et des ombres, [« The book of air and shadows »], trad. de Fabrice Pointeau, Paris, Le Cherche midi, 2008, 503 p.  (ISBN 978-2-7491-0999-2)

- L'Énigme Vélasquez , [« Forgery of Venus »], trad. de Charles Bonnot, Paris, Le Cherche Midi, 2013, 378 p.  (ISBN 978-2-7491-1343-2)